# Sportverein Eintracht Trier 05 1995-1996
Questa voce raccoglie le informazioni riguardanti lo Sportverein Eintracht Trier 05 nelle competizioni ufficiali della stagione 1995-1996.

## Stagione
Nella stagione 1995-1996 l'Eintracht Trier, allenato da Horst Wohlers e Guido Mey, concluse il campionato di Regionalliga ovest-sudovest al 15º posto.

## Rosa
| N. |                     | Ruolo | Calciatore          |
| -- | ------------------- | ----- | ------------------- |
| 5  | Serbia (bandiera)   | D     | Vito Milošević      |
| 11 | Serbia (bandiera)   | A     | Ermin Melunovic     |
|    | Germania (bandiera) | P     | Karl-Heinz Kieren   |
|    | Germania (bandiera) | P     | Sascha Rentel       |
|    | Germania (bandiera) | D     | Christian Albrecht  |
|    | Germania (bandiera) | D     | Frank Buschmann     |
|    | Germania (bandiera) | D     | Karl-Heinz Emig     |
|    | Germania (bandiera) | D     | Uwe Hoffmann        |
|    | Germania (bandiera) | D     | Peter Ritter        |
|    | Germania (bandiera) | D     | Erik Schröder       |
|    | Romania (bandiera)  | D     | Antal Weiszenbacher |
|    | Germania (bandiera) | C     | Steffen Herzberger  |

| N. |                        | Ruolo | Calciatore        |
| -- | ---------------------- | ----- | ----------------- |
|    | Germania (bandiera)    | C     | Victor Lopes      |
|    | Germania (bandiera)    | C     | Jürgen Scherdel   |
|    | Germania (bandiera)    | C     | Peter Seufert     |
|    | Germania (bandiera)    | C     | Niki Wagner       |
|    | Polonia (bandiera)     | C     | Grzegorz Więzik   |
|    | Germania (bandiera)    | C     | Patrick Zöllner   |
|    | Germania (bandiera)    | A     | Reiner Edelmann   |
|    | Italia (bandiera)      | A     | Nicola Lalla      |
|    | Lussemburgo (bandiera) | A     | Robby Langers     |
|    | Germania (bandiera)    | A     | Gustav Policella  |
|    | Germania (bandiera)    | A     | Stefan Wagner     |
|    | Germania (bandiera)    | A     | Egbert Zimmermann |

## Organigramma societario
Area tecnica
- Allenatore: Guido Mey
- Allenatore in seconda:
- Preparatore dei portieri:
- Preparatori atletici:
- Analisi video:

## Calciomercato

### Sessione estiva
| Acquisti | Acquisti         | Acquisti         | Acquisti |
| R.       | Nome             | da               | Modalità |
| -------- | ---------------- | ---------------- | -------- |
| D        | Karl-Heinz Emig  | Wolfsburg        |          |
| A        | Ermin Melunovic  | Horn             |          |
| A        | Gustav Policella | Waldhof Mannheim |          |
| C        | Jürgen Scherdel  | Edenkoben        |          |

| Cessioni | Cessioni           | Cessioni      | Cessioni |
| R.       | Nome               | a             | Modalità |
| -------- | ------------------ | ------------- | -------- |
| C        | Karsten Böttcher   | Meppen        |          |
| A        | Marek Czakon       | Union Berlino |          |
| C        | Dirk Fengler       | Verl          |          |
| D        | Matthias Hönerbach | Colonia II    |          |

### Sessione invernale
| Acquisti | Acquisti        | Acquisti | Acquisti |
| R.       | Nome            | da       | Modalità |
| -------- | --------------- | -------- | -------- |
| C        | Grzegorz Więzik | Ikast FS |          |

| Cessioni | Cessioni | Cessioni | Cessioni |
| R.       | Nome     | a        | Modalità |
| -------- | -------- | -------- | -------- |

## Risultati

### Regionalliga ovest-sudovest

#### Girone di andata
| Arbitro: | Merk |

|                        |           |                           |
| Flausse 14’ Wagner 21’ | Marcatori | 25’ Policella 58’ Langers |

| Arbitro: | Willems |

|           |           |  |
| Czakon 9’ | Marcatori |  |

| Arbitro: | Prengel |

|                              |           |            |
| van der Ven 50’ Ekmeščić 80’ | Marcatori | 45’ Czakon |

| Arbitro: | Aust |

|                                       |           |  |
| Melunovic 6’ Czakon 21’ Policella 74’ | Marcatori |  |

| Hauenstein 16 agosto 1995, ore 18:00 CEST 5ª giornata | Hauenstein | 0 – 0 referto | Eintracht Treviri | Am Neding (1 000 spett.)\| Arbitro: \| Werthmann \| |
| Arbitro:                                              | Werthmann  |               |                   |                                                     |

| Arbitro: | Szukat |

|            |           |           |
| Czakon 43’ | Marcatori | 22’ Riedl |

| Arbitro: | Hecker |

|                             |           |                                  |
| Milde 29’, 75’ Plechaty 82’ | Marcatori | 19’ Herzberger 52’ (rig.) Czakon |

| 3 settembre 1995 8ª giornata |  | – turno di riposo |  |  |

| Arbitro: | Gettke |

|                                   |           |  |
| Herzberger 54’ Policella 61’, 75’ | Marcatori |  |

| Arbitro: | Zumkier |

|                     |           |                |
| Rus 13’ Collins 89’ | Marcatori | 48’ Zimmermann |

| Arbitro: | Buchkremer |

|                         |           |  |
| Policella 2’ Czakon 53’ | Marcatori |  |

| Arbitro: | Henes |

|                                   |           |  |
| Weber 8’ Sturm 36’, 44’, 63’, 77’ | Marcatori |  |

| Arbitro: | Neis |

|                                         |           |                      |
| Herzberger 22’ Czakon 48’ Policella 60’ | Marcatori | 9’ Baziuk 76’ Meinke |

| Arbitro: | Blüthgen |

|  |           |               |
|  | Marcatori | 15’ Policella |

| Arbitro: | Domurat |

|               |           |  |
| Herzberger 5’ | Marcatori |  |

| Arbitro: | Plettenberg |

|                                               |           |                          |
| Brückner 1’ Holick 16’ Hecking 37’ Vandas 64’ | Marcatori | 76’ Policella 84’ Czakon |

| Arbitro: | Hotop |

|               |           |  |
| Melunovic 78’ | Marcatori |  |

| Arbitro: | Thiemer |

|                  |           |                |
| Ernst 74’ (rig.) | Marcatori | 61’ Herzberger |

| Arbitro: | Jonsson |

|  |           |                        |
|  | Marcatori | 1’ Nickeleit 18’ Brose |

#### Girone di ritorno
| Treviri 10 dicembre 1995, ore 15:00 CET 20ª giornata | Eintracht Treviri | 0 – 0 referto | Borussia Neunkirchen | Moselstadion (1 200 spett.)\| Arbitro: \| Oprei \| |
| Arbitro:                                             | Oprei             |               |                      |                                                    |

| Arbitro: | Schweitzer |

|                                       |           |                                   |
| Leifeld 13’ Emig 25’ (aut.) Klaus 80’ | Marcatori | 27’ Zimmermann 68’ (rig.) Langers |

| Arbitro: | Haupt |

|                              |           |                                 |
| Melunovic 70’ Herzberger 81’ | Marcatori | 66’ Bonan 72’ (aut.) Herzberger |

| Arbitro: | Willems |

|                  |           |               |
| Bettenstaedt 82’ | Marcatori | 84’ Policella |

| Arbitro: | Müller |

|                                |           |          |
| Melunovic 69’, 78’ Langers 90’ | Marcatori | 88’ Woll |

| Kaiserslautern 3 marzo 1996, ore 15:00 CET 25ª giornata | Kaiserslautern II | 0 – 0 referto | Eintracht Treviri | Fritz-Walter-Stadion (600 spett.)\| Arbitro: \| Engler \| |
| Arbitro:                                                | Engler            |               |                   |                                                           |

| Arbitro: | Schäfer |

|  |           |                         |
|  | Marcatori | 62’ Milde 63’ Teichmann |

| 17 marzo 1996 27ª giornata |  | – turno di riposo |  |  |

| Arbitro: | Oprei |

|                                    |           |  |
| Scharf 20’ Rambach 37’ Vengels 63’ | Marcatori |  |

| Arbitro: | Jonsson |

|               |           |             |
| Policella 26’ | Marcatori | 55’ Adriano |

| Arbitro: | Gettke |

|                             |           |              |
| Frings 50’ Vanderbroeck 90’ | Marcatori | 5’ Policella |

| Arbitro: | Friedrichs |

|  |           |           |
|  | Marcatori | 62’ Sturm |

| Arbitro: | Hecker |

|                           |           |  |
| Walz 56’ Scharpenberg 89’ | Marcatori |  |

| Arbitro: | Henes |

|               |           |                                   |
| Policella 40’ | Marcatori | 37’ Goulet 45’ Tilner 85’ Nikolic |

| Arbitro: | Orde |

|                                   |           |               |
| Thomas 70’ Barnak 74’ Schmidt 79’ | Marcatori | 89’ Policella |

| Treviri 12 maggio 1996, ore 15:00 CEST 35ª giornata | Eintracht Treviri | 0 – 0 referto | Paderborn-Neuhaus | Moselstadion (500 spett.)\| Arbitro: \| Könen \| |
| Arbitro:                                            | Könen             |               |                   |                                                  |

| Arbitro: | Domurat |

|                              |           |  |
| Zedi 36’ Schreier 69’ (rig.) | Marcatori |  |

| Arbitro: | Hecker |

|  |           |                          |
|  | Marcatori | 76’ Thömmes 85’ Ramadani |

| Arbitro: | Casper |

|          |           |                |
| Abel 41’ | Marcatori | 87’ Herzberger |

## Statistiche

### Statistiche di squadra
| Competizione                | Punti | In casa | In casa | In casa | In casa | In casa | In casa | In trasferta | In trasferta | In trasferta | In trasferta | In trasferta | In trasferta | Totale | Totale | Totale | Totale | Totale | Totale | DR  |
| Competizione                | Punti | G       | V       | N       | P       | Gf      | Gs      | G            | V            | N            | P            | Gf           | Gs           | G      | V      | N      | P      | Gf     | Gs     | DR  |
| --------------------------- | ----- | ------- | ------- | ------- | ------- | ------- | ------- | ------------ | ------------ | ------------ | ------------ | ------------ | ------------ | ------ | ------ | ------ | ------ | ------ | ------ | --- |
| Regionalliga ovest-sudovest | 38    | 18      | 8       | 5       | 5       | 22      | 17      | 18           | 1            | 6            | 11           | 16           | 36           | 36     | 9      | 11     | 16     | 38     | 53     | -15 |
| Totale                      | 38    | 18      | 8       | 5       | 5       | 22      | 17      | 18           | 1            | 6            | 11           | 16           | 36           | 36     | 9      | 11     | 16     | 38     | 53     | -15 |

### Andamento in campionato
| Giornata  | 1 | 2 | 3 | 4 | 5 | 6 | 7 | 8  | 9  | 10 | 11 | 12 | 13 | 14 | 15 | 16 | 17 | 18 | 19 | 20 | 21 | 22 | 23 | 24 | 25 | 26 | 27 | 28 | 29 | 30 | 31 | 32 | 33 | 34 | 35 | 36 | 37 | 38 |
| --------- | - | - | - | - | - | - | - | -- | -- | -- | -- | -- | -- | -- | -- | -- | -- | -- | -- | -- | -- | -- | -- | -- | -- | -- | -- | -- | -- | -- | -- | -- | -- | -- | -- | -- | -- | -- |
| Luogo     | T | C | T | C | T | C | T |    | C  | T  | C  | T  | C  | T  | C  | T  | C  | T  | C  | C  | T  | C  | T  | C  | T  | C  |    | T  | C  | T  | C  | T  | C  | T  | C  | T  | C  | T  |
| Risultato | N | V | P | V | N | N | P |    | V  | P  | V  | P  | V  | V  | V  | P  | V  | N  | P  | N  | P  | N  | N  | V  | N  | P  |    | P  | N  | P  | P  | P  | P  | P  | N  | P  | P  | N  |
| Posizione | 8 | 4 | 9 | 4 | 7 | 6 | 8 | 11 | 10 | 11 | 10 | 11 | 8  | 6  | 5  | 8  | 6  | 7  | 7  | 7  | 8  | 9  | 9  | 8  | 8  | 9  | 10 | 11 | 11 | 12 | 12 | 13 | 13 | 13 | 13 | 13 | 15 | 15 |

Legenda:

Luogo: C = Casa; T = Trasferta. Risultato: V = Vittoria; N = Pareggio; P = Sconfitta.

### Statistiche dei giocatori
| C. Albrecht      | 3  | 0  | 1  | 0 |
| F. Buschmann     | 17 | 0  | 4  | 0 |
| K. Böttcher      | 6  | 0  | 2  | 0 |
| M. Czakon        | 15 | 8  | 1  | 0 |
| R. Edelmann      | 31 | 0  | 0  | 0 |
| K. Emig          | 27 | 0  | 10 | 0 |
| D. Fengler       | 8  | 0  | 1  | 0 |
| S. Herzberger    | 33 | 7  | 6  | 0 |
| U. Hoffmann      | 2  | 0  | 1  | 0 |
| K. Kieren        | 36 | 0  | 4  | 0 |
| N. Lalla         | 0  | 0  | 0  | 0 |
| R. Langers       | 28 | 3  | 5  | 1 |
| V. Lopes         | 19 | 0  | 1  | 0 |
| E. Melunovic     | 26 | 5  | 5  | 0 |
| V. Milošević     | 21 | 0  | 3  | 0 |
| G. Policella     | 29 | 13 | 7  | 2 |
| S. Rentel        | 1  | 0  | 0  | 0 |
| P. Ritter        | 19 | 0  | 2  | 0 |
| J. Scherdel      | 30 | 0  | 7  | 2 |
| E. Schröder      | 13 | 0  | 6  | 0 |
| P. Seufert       | 34 | 0  | 8  | 1 |
| N. Wagner        | 3  | 0  | 0  | 0 |
| S. Wagner        | 12 | 0  | 1  | 0 |
| A. Weiszenbacher | 34 | 0  | 8  | 1 |
| G. Więzik        | 0  | 0  | 0  | 0 |
| E. Zimmermann    | 21 | 2  | 6  | 2 |
| P. Zöllner       | 16 | 0  | 3  | 0 |